# 井出正矩
井出 正矩（いで まさのり）は、江戸時代中期の武士 。

## 出自
井出正矩は井出正方の子であり、井出家（正員系）の系譜である。『寛政重修諸家譜』（以下『寛政譜』）の井出正方に「其後病者たるにより、家をつがず」とあるように、父は家督を継がず正矩が継ぐ形となる。
血筋としては（ – 正直 – 正俊 – 正信 – 正員 – 正徳 – 正方 – 正矩）となる。

## 略歴
『寛政譜』によると、以下のようにある。宝永3年（1706年）7月に祖父の家を継ぐ形で家督を相続し、500石を知行される（叔父の井出正栄に200石の地を分かち与える）。同年10月に初めて徳川綱吉に拝謁する。
宝永5年（1708年）閏正月には叔父の井出正基の租税滞り分の返納を命ぜられる（同族絶家の問題を参照）。
享保9年（1724年）10月に小姓組の番士となり、宝暦元年（1751年）11月に享年66で死去。
『御家人分限帳』には「五百石 常陸 伊豆 藤左衛門子 井出十左衛門 戌二十三」とあり、正矩23歳のとき常陸国および伊豆国に500石の知行地があった。正矩は祖父である正徳より家督を譲られるが、『寛政譜』に「叔父弥五郎正栄に二百石の地をわかち与ふ」とあるように、うち200石（700石のうち）は正栄に分かち与えている。
そのため『御家人分限帳』には「弐百石 常陸伊豆 太左衛門分知 井出弥五郎 戌四十二」とあり、井出弥五郎（正栄）の200石が分知であることが記される。
正基の租税滞り分は『徳川実紀』に「次左衛門某が負金は償ひ納るに及ばずとなり」とあるように、享保4年（1719年）6月には免除されている。
家督は正矩の子である正賢が継いだが、正矩の死去から数年後の宝暦6年（1756年）2月に死去している。そのため、正賢の子である正武が10歳で家督を継いでいる。